# America's Cup 1870
La 2ª edizione dell'America's Cup, la prima ad aver luogo negli Stati Uniti, si svolse in un'unica regata di flotta l'8 agosto 1870 nelle acque antistanti New York e vide la vittoria della scuna statunitense Magic su altre 14 barche, fra cui la goletta britannica Cambria, primo challenger della coppa delle cento ghinee.
L'America's Cup del 1870, prima sfida per la conquista della coppa, è degna di nota per esser stata l'ultima edizione sinora in cui la coppa fu messa in palio con una regata di flotta.

## La sfida di James Ashbury
James Lloyd Ashbury (1834-1895), magnate britannico delle ferrovie, nel 1868 incaricò il progettista Michael Ratsey di costruire una goletta in grado di competere contro le dotate scune statunitensi.
L'imbarcazione, battezzata Cambria in onore delle Cambrian Railways, diede buona prova di sé in una regata corsa all'isola di Wight e ciò convinse Ashbury a presentare la prima sfida in assoluto all'America's Cup, 19 anni dopo la vittoria di America.

## La regata
Al fine di prepararsi al meglio per la sfida, Cambria arrivò in America, precisamente dinanzi al faro di Sandy Hook, New Jersey, al termine di una lunghissima (4-27 luglio 1870) regata transoceanica, la seconda in assoluto ad essere mai stata portata a termine, in cui batté di misura (1 h 43') la scuna statunitense Dauntless.
Tuttavia, l'8 agosto Cambria si trovò di fronte ben 14 barche, fra cui la detentrice America e lo stesso Dauntless, tutte schierate dal New York Yacht Club in una riedizione a ruoli invertiti di ciò che era avvenuto nel 1851 all'isola di Wight.
La regata fu dominata dalla scuna Magic, di proprietà di Franklin Osgood e capitanato da Andrew Comstock, il quale fu sempre alla testa della flotta e concluse in 4 ore, 41 minuti e 54 secondi, mentre America si piazzò quarto e Cambria addirittura ottavo, con quasi mezz'ora di ritardo dal vincitore.
Nonostante la netta sconfitta, James Ashbury non gettò la spugna è già l'anno successivo presentò una nuova sfida, stavolta con la goletta Livonia.